# Гинько, Николай
Никола́й В. Гинько (род. 1905) — советский футболист, защитник.
В 1932 году провёл один матч в составе сборной Ленинграда в чемпионате СССР. в 1937 году играл за «Большевик». В 1938 году сыграл 13 матчей за «Зенит» Ленинград в чемпионате СССР.